# Challenger de San Luis Potosí 2014
El torneo San Luis Potosí Challenger 2014 es un torneo profesional de tenis. Pertenece al ATP Challenger Series 2014. Se disputará su 21.ª edición sobre tierra batida, en San Luis Potosí, México entre el 14 y el 20 de abril de 2014.

## Jugadores participantes del cuadro de individuales
| Favorito | País                               | Jugador                  | Rank1 | Posición en el torneo |
| -------- | ---------------------------------- | ------------------------ | ----- | --------------------- |
| 1        | Bandera de Colombia                | Alejandro Falla          | 70    | Primera ronda         |
| 2        | Bandera de Italia                  | Paolo Lorenzi            | 99    | Campeón               |
| 3        | Bandera de la República Dominicana | Víctor Estrella          | 100   | Semifinales           |
| 4        | Bandera de España                  | Adrián Menéndez-Maceiras | 188   | Finalista             |
| 5        | Bandera de Argentina               | Agustín Velotti          | 199   | Cuartos de final      |
| 6        | Bandera de España                  | Daniel Muñoz de la Nava  | 265   | Segunda ronda         |
| 7        | Bandera de Estados Unidos          | Chase Buchanan           | 285   | Primera ronda         |
| 8        | Bandera de Estados Unidos          | Nicolas Meister          | 305   | Primera ronda         |

| Posición en el torneo   |
| ----------------------- |
| Primera y segunda ronda |
| Cuartos de final        |
| Semifinales             |
| FINAL                   |
| CAMPEÓN                 |

- 1 Se ha tomado en cuenta el ranking del 7 de abril de 2014.

### Otros participantes
Los siguientes jugadores recibieron una invitación (wild card), por lo tanto ingresan directamente al cuadro principal (WC):
- Lucas Gómez
- Alan Núñez Aguilera
- Marcelo Amador
- Tigre Hank

Los siguientes jugadores ingresan al cuadro principal tras disputar el cuadro clasificatorio (Q):
- Dean O'Brien
- César Ramírez
- Chris Letcher
- Mauricio Echazú

## Jugadores participantes en el cuadro de dobles

### Cabezas de serie
| Favorito | País                      | Jugador         | País                 | Jugador                   | Rank1 | Posición en el torneo |
| -------- | ------------------------- | --------------- | -------------------- | ------------------------- | ----- | --------------------- |
| 1        | Bandera de El Salvador    | Marcelo Arévalo | Bandera de Colombia  | Nicolás Barrientos        | 323   | Cuartos de final      |
| 2        | Bandera de Estados Unidos | Kevin King      | Bandera de Colombia  | Juan Carlos Spir          | 325   | Campeones             |
| 3        | Bandera de México         | Cesar Ramírez   | Bandera de México    | Miguel Ángel Reyes Varela | 393   | Cuartos de final      |
| 4        | Bandera de España         | Adrián Menéndez | Bandera de Argentina | Agustín Velotti           | 579   | Finalistas            |

- 1 Se ha tomado en cuenta el ranking del 7 de abril de 2014.

## Campeones

### Individual Masculino
- Paolo Lorenzi venció a  Adrián Menéndez por 6-1, 6-3

### Dobles Masculino
- Kevin King /  Juan Carlos Spir vencieron a  Adrián Menéndez /  Agustín Velotti por 6-3, 6-4